# Asige landskommun
Asige landskommun  var en tidigare kommun i Hallands län.

## Administrativ historik
När 1862 års kommunalförordningar trädde i kraft inrättades i Sverige cirka 2 500 kommuner. Huvuddelen av dessa var landskommuner (baserade på den äldre sockenindelningen), vartill kom 89 städer och åtta köpingar. Då inrättades i  Asige socken i Årstads härad i Halland denna kommun. 
Vid kommunreformen 1952 uppgick denna  landskommun i Årstads landskommun som senare 1971 uppgick i Falkenbergs kommun.

## Politik

### Mandatfördelning i Asige landskommun 1942-1946
| 6 | 10 | 2 |

| 18 |

| 5 | 11 | 2 |

| 16 |